# 中国海警局
中国海警局（ちゅうごくかいけいきょく、英語: China Coast Guard）は、中華人民共和国を代表する海上法執行機関（沿岸警備隊）である。
もともと、2013年の決定に基づいて、国家海洋局が法執行任務を行う場合の対外的な名義として使われるようになったのち、2018年の再編成により、一括して武装警察部隊に編入された。同年7月1日以降は、武装警察部隊である海警総隊が「中国海警局」の名義で法執行任務を実施するようになっており、武装警察部隊の他の部隊と同様に党中央と中央軍事委員会の集中統一指導を受ける。

## 前史 (「五龍」の時代)
中華人民共和国の海上保安機関としては、従来、それぞれ専門的な所掌をもつ複数の機関が併存していた。下記の5つの海上保安機関について、それぞれの職域が錯綜している様を比喩して、米海軍大学校 (NAVWARCOL) は五龍（英: Five Dragons）との総称を提唱していた。
- 国土資源部国家海洋局海監総隊（海監）
- 公安部辺防管理局公安辺防海警総隊（海警）
- 交通運輸部海事局（海巡）
- 農業部漁業局（漁政）
- 海関総署緝私局（海関）

これは中国国内でも問題視されており、例えば2007年には、中国公安海警学院の何忠竜（He Zhonglong）教授が『中国海警局の編制に関する研究』を発表し、一元化された海上法執行の方針と能力の必要性を主張した。2012年11月の中国共産党第十八回全国代表大会において、胡錦濤党総書記は中国が海洋強国になることを目指すと宣言し、これらの組織的欠陥を是正するための取り組みが開始された。
2013年3月、第12期全国人民代表大会第1回会議において「国務院機構改革および職能転変方案」が承認されたのを皮切りに、上記の「五龍」のうち、海監・海警・漁政・海関の4機関の法執行要員・船艇と職責を取り込むかたちで国家海洋局が改編され、中国海警局の名のもとに、海上における権益保全のための法執行が一元化されることになった。同年7月9日には「国家海洋局主要職責内設機構及び人員編制規定」（三定方案）が示されて、同局の職責、組織および人員編制規定が明らかになった。

## 国家海洋局時代
2013年7月22日、国家海洋局の庁舎に掲げられていた「中国海監総隊」の看板が外されて、新たに「中国海警局」の看板が掲げられた。また同日を境に、船艇の外観標識も「中国海警（CHINA COAST GUARD）」で統一された。
2013年3月の全人代での発表では、公安部の「運用指揮」のもとで、国家海洋局が海洋権益と法執行に責任を持つことが規定され、国土資源部が組織管理、公安部が業務遂行の主導権を握る体制となった。この結果、国家海洋局と中国海警局は実体としては同一組織であるにもかかわらず、例えば国家海洋局局長は前局長が留任しつつ中国海警局の政治委員を兼任し、公安部副部長が中国海警局局長となりつつ国家海洋局の副局長を兼任するなど、幹部人事が交錯する複雑な体制となった。
2014年12月12日には「国家海洋局工作規則」が制定され、国家海洋局と中国海警局の職責分担が明確化された。国家海洋局の主要職責は「海洋総合管理の強化、海洋発展計画の立案、海上における権益保全のための法執行の展開、海域及び島嶼使用の監督、海洋環境保護の実施等」としたうえで、国家海洋局と中国海警局の職責分担について「国家海洋局の海上における権益保全のための法執行業務は、局党指導のもと、中国海警局の名義をもって展開し、具体的には中国海警局長が指揮し、重大な問題は局党組織に報告の上決定する」とされた。
船艇の外観標識が統一されたあとも、実施部隊の組織としては従来のものが存続しており、海警局としての統一化は順次に進められていった。従来の海監海区総隊の各支隊と漁政海区総隊を統合して海警局の海区分局が、また海警支隊と海関海上密輸取締処を統合して沿海省・自治区・直轄市の海警総隊が編成されていった。
従来、要員の採用・試験および訓練は各機関がそれぞれ行ってきたが、再編後は、これらの機能は中国海警局として統合して行われるようになった。中国海警局で新しく幹部になる唯一の方法は人民武装警察の任命を受けることであり、2015年新卒より、幹部候補生としての採用が開始された。採用された新入幹部は、学歴に基づく等級・階級で人民武装警察の任命を受ける。しかし各機関には独自の文化・船艇・訓練技術および武器使用ドクトリンがあり、これらを統一することは困難だった。
また上記のように組織系統が統一化されていったとはいっても、それぞれの海区分局では、依然として海警現役部隊と旧海監海区総隊とは別々の部隊として組織されていた。既存の要員が有する経験は出身機関ごとに著しく異なっており、例えば辺防海警は12海里の領海の哨戒を主任務としていたために、東シナ海や南シナ海の海上係争海域を哨戒した経験はほとんどなかった。

### 組織

#### 海警総部
- 海警司令部、中国海警指揮センター（国家海洋局海警司）
- 海警政治部（国家海洋局人事司）
- 海警後勤装備部（国家海洋局財務装備司）

#### 部隊編制
- 北海分局（国家海洋局北海分局）、青島
  - 中国海監第一支隊、青島
  - 中国海監第二支隊、天津
  - 中国海監第三支隊、大連
  - 中国海監北海航空支隊
  - 中国海警遼寧総隊
    - 第一支隊、大連
      - 第一大隊、大連海洋島
      - 第二大隊、旅順
      - 第三大隊、葫芦島

    - 第二支隊、丹東
      - 第一大隊、丹東東港
      - 第二大隊、丹東振興

    - 第三支隊、盤錦大窪

  - 中国海警天津総隊
    - 支隊、天津

  - 中国海警河北総隊
    - 支隊、秦皇島
      - 第一大隊、秦皇島
      - 第二大隊、唐山曹妃甸
      - 第三大隊、滄州黄驊港
      - 特勤隊、秦皇島

  - 中国海警山東総隊
    - 第一支隊、威海
      - 第一大隊、威海環翠
      - 第二大隊、威海環翠

    - 第二支隊、青島
      - 第一大隊、青島団島湾
      - 第二大隊、日照東港

- 中国海警局東海分局（国家海洋局東海分局）、上海
  - 中国海監第四支隊、寧波
  - 中国海監第五支隊、上海
  - 中国海監第六支隊、厦門
  - 中国海監東海航空支隊
  - 中国海警江蘇総隊
    - 支隊、蘇州太倉
      - 第一大隊、蘇州太倉
      - 第二大隊、南通海門
      - 第三大隊、連雲港連雲

  - 中国海警上海総隊
    - 支隊、上海
      - 第一大隊、上海浦東
      - 第二大隊、上海浦東
      - 第三大隊、上海金山

  - 中国海警浙江総隊
    - 第一支隊、台州
      - 第一大隊、台州椒江
      - 第二大隊、温州蒼南
      - 第三大隊、温州平陽

    - 第二支隊、寧波
      - 第一大隊、寧波北侖
      - 第二大隊、舟山朱家尖島

  - 中国海警福建総隊
    - 第一支隊、福州
      - 第一大隊、福州長楽
      - 第二大隊、福州馬尾
      - 第三大隊、寧徳福鼎

    - 第二支隊、泉州
      - 第一大隊、泉州後渚港
      - 第二大隊、莆田秀嶼

    - 第三支隊、厦門
      - 第一大隊、厦門海滄
      - 第二大隊、漳州東山
      - 第三大隊、厦門翔安

- 中国海警局南海分局（国家海洋局南海分局）、広州
  - 中国海監第七支隊、広州海珠
  - 中国海監第八支隊、広州黄埔
  - 中国海監第九支隊、北海
  - 中国海監第十支隊、三沙（後方基地、文昌）
  - 中国海監南海航空支隊
  - 中国海警広東総隊
    - 第一支隊、広州
      - 第一大隊、深圳蛇口港
      - 第二大隊、広州海珠
      - 第三大隊、珠海湾仔港
      - 第四大隊、深圳官湖港

    - 第二支隊、汕頭
      - 第一大隊、汕頭金平
      - 第二大隊、汕頭南澳

    - 第三支隊、湛江
      - 第一大隊、湛江赤坎
      - 第二大隊、雷州流沙港

  - 中国海警広西総隊
    - 第一支隊、北海
      - 第一大隊、北海外沙内港
      - 第二大隊、北海南万港
      - 第三大隊、北海鉄山港

    - 第二支隊、防城港
      - 第一大隊、防城港港口
      - 第二大隊、防城港防城

    - 第三支隊、欽州犀牛脚鎮

  - 中国海警海南総隊
    - 第一支隊、海口
      - 第一大隊、儋州洋浦港
      - 第二大隊、儋州洋浦港
      - 第三大隊、海口海口港

    - 第二支隊、三亜
      - 第一大隊、三亜三亜港
      - 第二大隊、三亜三亜港
      - 第三大隊、三亜三亜港

    - 第三支隊、三沙（後方基地、文昌清瀾港）

以上、定員1万6,296人

### 主要職責
1. 領海線の管護（管理と保護）。領海警備を指す。
2. 海上密輸、密航、麻薬売買などの海上犯罪活動の取締り。
3. 国家海上安全と治安秩序の維持擁護。（自国の領海、接続水域、排他的経済水域、大陸棚、および公海における「中国旗国船舶の安全と治安の維持擁護」と推察される。海上交通安全業務については交通運輸部海事局が、海上捜索救助、海上消防業務については、交通運輸部救助打撈局が担当のため、それらは中国海警局の国家海上安全・治安業務には含まれないものと推察される。）
4. 海上重要目標物の安全警備。（自国の排他的経済水域、大陸棚、公海における「自国海上重要目標物の安全警備」と推察される。海上重要目標物とは、国連海洋法条約第56条の「人工島、施設及び構築物」と推察される。海上重要目標物周辺の海上交通安全業務は交通運輸部海事局が、捜索救助、消防活動については、交通運輸部救助打撈局が担当のため、それらは中国海警局の海上重要目標物安全警備業務には含まれないものと推察される。）
5. 海上突発事件への対処。（「対海上テロ・海賊対策・自然災害や人為災害対策」など）
6. エンジン付漁船によるトロール網漁の禁漁区境界線（中国では領海線外側に近接して設置されている。）の外側と特定漁業資源漁場（領海外に設置される漁場）における「漁業法」等の法執行管理。漁業資源管理のための監視・検査活動、漁業紛争の調査・処理。
7. 「海域使用管理法」、「海域使用権管理規定」等の法執行管理。海域使用管理のための監視、検査活動。
8. 「海島保護法」等の法執行管理。重要島嶼保護、無人島利用管理のための監視、検査活動。
9. 「海洋環境保護法」等の法執行管理。海洋生態環境保護のための監視、検査活動。
10. 「鉱産資源法」等の法執行管理。海洋鉱物資源の探査、開発の適法性についての監視、検査活動。
11. 「渉外海洋科学研究管理規定」等の法執行管理。海洋調査測量、外国船舶による海洋科学研究活動の適法性についての監視、検査活動。
12. 「海底電纜管敷設管理/保護規定」等の法執行管理。海底ケーブル敷設の適法性についての監視、検査活動。

1から2は旧辺防海警部隊の職責であった。港湾内の密輸取締りは海上緝私警察の職責であった。3の内、領海内についてのみ旧辺防海警部隊の職責であった。新しい中国海警局では、海上の安全と治安のための活動水域が領海外まで拡張されているものと推察される。6は旧漁政の、7から12は旧海監の職責であった。中国海警局はそれらの職責を継承したこととなる。

## 武警系列時代
上記のように、「国家海洋局が法執行任務を行う場合の名義としての中国海警局」という状態は、組織管理の複雑さや権限の曖昧さなど、多くの弊害があった。そしてまた、習近平党総書記は、安定性と抑制を犠牲にして、中国の海洋権益主張を擁護する能力の構築と行使を優先してきたこともあって、海洋石油981を巡る事案の際に（中国海警局のなかでも）辺防海警が主導的な役割を果たしたように、対外的な海洋権益確保の際には、文民組織よりは、軍人による法執行機関のほうが有利であると考えられるようになっていった。
2018年3月に開催された中国共産党第19期中央委員会第3回全体会議において「党と国家機構の改革深化方案」が採択されて、武装警察部隊の再編制が行われることになった。そしてその一環として、中国海警局は、国務院組織の管理下から離れて武警系列に組み込まれることになった。同年6月22日には、第13期全人代常務委員会第3回会議において「中国海警局の海上法執行権限行使に関する決定」が採択されて、武警系列下での中国海警局の任務や職責の概要が提示された。またこれと前後して、武警部隊が中央軍事委員会の一元的指揮下に置かれることも決定された。
なおこの改革に伴って、国家海洋局そのものも発展的に解体され、国土資源部や国家測量地理情報局などと統合されて自然資源部が設置され、「国家海洋局」の名義はこちらが引き継ぐことになった。
2021年1月22日、「中国の管轄下にある」海域において特定状況下で外国船舶に対する海警局の火力使用を認めた「中国海警法」が成立、2月1日から施行された。日本国防衛省は、この法律について「曖昧な適用海域や武器使用権限等、国際法との整合性の観点から問題がある規定を含んでいる。」と指摘している。

### 組織

#### 機関
- 参謀部
- 政治業務部
- 執行部
- 保障部
- 規律検査委員会

#### 部隊
※括弧内は対外呼称です。また各支隊の正式な名称は「中国人民武装警察部隊海警総隊○○支隊」です。
- 中国人民武装警察部隊海警総隊東海海区指揮部（中国海警局東海分局）
  - 江蘇支隊（江蘇海警局）
  - 上海支隊（上海海警局）
  - 浙江支隊（浙江海警局）
  - 福建支隊（福建海警局）
  - 第一支隊（直属第一局）、上海
  - 第二支隊（直属第二局）、寧波
  - 第一航空大隊
- 中国人民武装警察部隊海警総隊南海海区指揮部（中国海警局南海分局）
  - 広東支隊（広東海警局）
  - 広西支隊（広西海警局）
  - 海南支隊（海南海警局）
  - 第三支隊（直属第三局）、広州
  - 第四支隊（直属第四局）、文昌
  - 第五支隊（直属第五局）、三亜
  - 第二航空大隊
- 中国人民武装警察部隊海警総隊北海海区指揮部（中国海警局北海分局）
  - 遼寧支隊（遼寧海警局）
  - 天津支隊（天津海警局）
  - 河北支隊（河北海警局）
  - 山東支隊（山東海警局）
  - 第六支隊（直属第六局）、青島
  - 第三航空大隊

#### 病院
- 中国人民武装警察部隊海警総隊病院

### 役職
| 中国人民武装警察部隊海警総隊司令員（中国海警局局長） - 王仲才 武警少将（2018年～） 中国人民武装警察部隊海警総隊副司令員（中国海警局副局長） - 不明 中国人民武装警察部隊海警総隊参謀長 - 不明 | 中国人民武装警察部隊海警総隊政治委員 - 王良福 武警少将（2018年～） 中国人民武装警察部隊海警総隊副政治委員 - 張連軍 武警大校（2019年～） 中国人民武装警察部隊海警総隊規律検査委員会書記 - 張連軍 武警大校（2019年～） |

## 中国海警局船艇

### 舷番号の付与規則
海区海警船艇番号編成：四桁（例：海警3411）
上一桁目：海区を示す。
- 1 - 北海分局（遼寧、河北、天津、山東）
- 2 - 東海分局（江蘇、上海、浙江、福建）
- 3 - 南海分局（広東、広西、海南）

上二桁目：トン数を示す。
- 9 - 10,000トン級
- 4 - 4,000トン級
- 3 - 3,000トン級
- 2 - 2,000トン級
- 1 - 1,000トン級
- 0 - 1,000トン以下

下二桁：旧所属組織での船艇の通し番号を示す。新造船は01が多い。
地方海警部隊船艇番号編成：五桁（例：海警37102）
上二桁：所属省を示す。
12は天津、13は河北、21は遼寧、31は上海、32は江蘇、33は浙江、35は福建、37は山東、44は広東、45は広西、46は海南。
上三桁目：トン数を示す。500トン以下は0、500トン以上は1と表示される。原則1,000トンまでの模様だが、旧中国軍フリゲートで満載排水量2,250トンの海警31239のような例もある。
下二桁：所属先の船艇の通し番号を示す。01から始まる。

### 運用船艇および船型一覧
下記の船艇の一覧は、アメリカ海軍情報局の公開資料とSaunders 2015, pp. 167–170の情報に基づく。

#### 執法船
| 船型       | プロジェクト名 | NATOコード名 | 同型船数 | 船名 | 全長 | 総トン数/満載排水量 | 速力 | 武装                                                 | ヘリ搭載数 | 就役年        | 備考                                |
| ---------- | -------------- | ------------ | -------- | --- | ---- | ------------------- | ---- | ---------------------------------------------------- | ---------- | ------------- | ----------------------------------- |
| 12,000トン | ―              | ZHAOTOU      | 2隻      | 海警2901, 海警3901 | 175m | 11,859gt            | 25kt | 76mm速射砲×1、30mm機関砲×2(RWS) 、14.5mm連装機関銃×2 | 2機        | 2015年-       | 国家20隻12,000トン級計画            |
| 5,000トン  | ―              | SHUOSHI-2    | 4隻      | 海警1501, 海警2501, 海警2502, 海警3501                                                                                  | 129m | 約5,000gt           | 22kt | n/a                                                  | 1機        | 2015年-       | 国家20隻5,000トン級計画             |
| 3,000トン  | 818型          | ―            | 6隻      | 海警46301, 海警46302, 海警46303, 海警31301, 海警31302, 海警31303                                                        | 134m | 3,900fl(満載)       | 27kt | 76mm速射砲×1、30mm機関砲×2(RWS)                      | 1機        | 2016年        |                                     |
| 3,000トン  | ―              | ZHAOYU-Mod   | 1隻      | 海警2301 | 110m | 約3,000gt           | ?    | 30mm機関砲×1(RWS)                                    | 1機        | 2016年        | 漁政新青年3,000トン級計画(電動推進) |
| 3,000トン  | ―              | ZHAOYU       | 12隻     | 海警1301, 海警1302, 海警1303, 海警1304, 海警2302, 海警2303, 海警2304, 海警3301, 海警3303, 海警3304, 海警3305, 海警46305 | 110m | 約3,000gt           | ?    | 30mm機関砲×1(RWS)                                    | 1機        | 2015年-       | 漁政新青年3,000トン級計画           |
| 3,000トン  | ―              | SHUCHA-2     | 10隻     | 海警1305, 海警1306, 海警1307, 海警2305, 海警2306, 海警2307, 海警2308, 海警3306, 海警3307, 海警3308                      | 98m  | 約3000gt            | 18kt | n/a                                                  | 1機        | 2014年-2015年 | 国家20隻3,000トン級計画             |
| 3,000トン  | ―              | SHUCHA-1     | 2隻      | 海警2350, 海警3383 | 98m  | 3,200gt             | 18kt | n/a                                                  | 1機        | 2005年-2011年 |                                     |
| 2,000トン  | 053H2G         | JIANGWEI-1   | 3隻      | 海警31239, 海警31240, 海警31241                                                                                         | 112m | 2,200fl(満載)       | 27kt | 37mm連装機関砲×4                                     | 1機        | 1991年        | 2015年海軍から移管                  |
| 2,000トン  | ―              | ZHONGYANG    | 1隻      | 三沙市総合執法1号 | 108m | 2580fl(満載)        | 22kt | 14.5mm連装機関銃×2                                   | 1機        | 2010年        | 2015年三沙市移管                    |

| 船型      | プロジェクト名 | NATOコード名 | 同型船数 | 船名                                                                 | 全長 | 総トン数/満載排水量 | 速力 | 武装              | 就役年        | 備考                                  |
| --------- | -------------- | ------------ | -------- | -------------------------------------------------------------------- | ---- | ------------------- | ---- | ----------------- | ------------- | ------------------------------------- |
| 5,000トン | 636A型         | KANJIE       | 1隻      | 海警2506                                                             | 130m | 4,335gt             | 13kt | n/a               | 1998年        | 元海軍海洋調査船                      |
| 4,000トン | ―              | ZHAOLAI      | 4隻      | 海警1401, 海警2401, 海警3401, 海警3402                               | 100m | 約4,000gt           | 19kt | n/a               | 2013年-2014年 | 国家20隻4,000トン計画(救難能力強化型) |
| 1,500トン | ―              | ―            | 3隻      | 海警33103, 海警44104, 海警46104                                      | 94m  | 1,560fl(満載)       | 25kt | 30mm機関砲×1(RWS) | 2015年-       | 海関1,500トン計画                     |
| 1,500トン | 718型          | HAIXUN-2     | 1隻      | 海警31101                                                            | 95m  | 1,618fl(満載)       | 22kt | 37mm機関砲×1      | 2008年        | 元辺防海警船                          |
| 1,500トン | ―              | SHUSHENG     | 7隻      | 海監1010, 海監3015, 海監4072, 海監7008, 海監9010, 海監21??, 海警2115 | 89m  | 1,750fl(満載)       | 20kt | n/a               | 2014年-       | 省級36隻1,500トン計画                 |

| 船型      | プロジェクト名 | NATOコード名    | 同型船数 | 船名 | 全長 | 総トン数/満載排水量 | 速力   | 武装                             | 就役年         | 備考                    |
| --------- | -------------- | --------------- | -------- | --- | ---- | ------------------- | ------ | -------------------------------- | -------------- | ----------------------- |
| 4,000トン | 922II型        | DALANG-1        | 1隻      | 海警3411 | 115m | 4,267fl(満載)       | 13kt   | 14.5mm連装機関銃×2               | 1976年         | 元海軍潜水艦救難船      |
| 4,000トン | 813型          | XIANYANGHONG 09 | 1隻      | 海警3469 | 112m | 3,538gt             | 18kt   | n/a                              | 2005年確認     | 元海軍測量船            |
| 4,000トン | 210型          | YANGBING        | 1隻      | 海警1411 | 102m | 4,491fl(満載)       | 17kt   | n/a                              | 1982年         | 元海軍砕氷情報収集船    |
| 3,000トン | 825C型         | HAIYANG         | 1隻      | 海警3368 | 104m | 3,324fl(満載)       | 19kt   | n/a                              | 1983年         | 元海軍海洋調査船        |
| 3,000トン | 830型          | TUZHONG         | 3隻      | 海警1310, 海警2337, 海警3367 | 85m  | 3,658fl(満載)       | 18.5kt | n/a                              | 1970年         | 元海軍航洋曳船          |
| 2,000トン | 918型          | WOLEI           | 1隻      | 海警1212 | 94m  | 3,150fl(満載)       | 25kt   | n/a                              | 1988年進水     | 元海軍機雷敷設艦        |
| 2,000トン | ―              | SHUYANG         | 1隻      | 海警2252 | 90m  | 3,292fl(満載)       | 16kt   | n/a                              | 2012年改修完了 | 元海洋局海洋調査船      |
| 1,500トン | 053H型         | JANGHU-1        | 2隻      | 海警44102, 海警46103 | 103m | 1,729fl(満載)       | 26kt   | 37mm機関砲×1, 14.5mm連装機関銃×2 | 1975年         | 元海軍フリゲート        |
| 1,500トン | ―              | ZHAOTIM         | 13隻     | 海警1103, 海警1104, 海警2106, 海警3105, 海警3106, 海警21115, 海警33115, 海警35115, 海警37115, 海警46115, 漁政45005, 漁政45013, 漁政45036 | 84m  | 1,764fl(満載)       | 25kt   | 30mm機関砲×1(RWS)                | 2015年-        | 漁政新青年1,500トン計画 |
| 1,500トン | ―              | SHUWU           | 3隻      | 海警1115, 海警2151, 海警3184 | 88m  | 約1,900gt           | 18kt   | n/a                              | 2005年-2011年  |                         |

| 船型      | プロジェクト名 | NATOコード名 | 同型船数 | 船名 | 全長 | 総トン数/満載排水量 | 速力   | 武装                | 就役年        | 備考                  |
| --------- | -------------- | ------------ | -------- | --- | ---- | ------------------- | ------ | ------------------- | ------------- | --------------------- |
| 1,000トン | ―              | SHUKE-3      | 15隻     | 海警2112, 海警2113, 海警3111, 海警3112, 海警3113, 海監1001, 海監1002, 海監1013, 海監1118, 海監2032, 海監2168, 海監2169, 海監4001, 海監4002, 海監4072 | 80m  | 1,337gt             | 20kt   | n/a                 | 2013年-       | 省級36隻1000トン計画  |
| 1,000トン | ―              | SHUKE-2      | 4隻      | 海警1123, 海警1126, 海警2166, 海警3175 | 78m  | 1,149gt             | 20kt   | n/a                 | 2010年-2011年 |                       |
| 1,000トン | ―              | SHUKE-1      | 1隻      | 海警1127 | 76m  | 1,124gt             | 16kt   | n/a                 | 2004年        |                       |
| 1,000トン | ―              | SHUYOU       | 3隻      | 海警1117, 海警2146, 海警3171 | 74m  | 1,111gt             | 16kt   | n/a                 | 2005年        |                       |
| 1,000トン | 991II型        | YOUDIAN      | 1隻      | 海警2153 | 71m  | 949gt               | 14kt   | n/a                 | 1976年        | 元海軍電纜敷設艦      |
| 1,000トン | ―              | ZHAOFENG     | 2隻      | 漁政21, 漁政24 | 71m  | 968sl(基準)         | 20kt   | n/a                 | n/a           |                       |
| 1,000トン | ―              | ZHAOMING     | 4隻      | 海警3101, 海警3102, 海警1116, 漁政16 | 71m  | 968sl(基準)         | 20kt   | n/a                 | 1992年-1993年 |                       |
| 1,000トン | ―              | ZHAODAI      | 5隻      | 海警1112, 海警2101, 海警2102, 海警3103, 漁政33 | 71m  | 968sl(基準)         | 20kt   | n/a                 | 2000年-2001年 |                       |
| 600トン   | ―              | HUTAO        | 9隻      | 海警35104, 海警45103 | 70m  | 約600gt             | 30kt   | ??mm機関砲×1(RWS)   | 2015年        | 海関600トン計画       |
| 600トン   | ―              | SHUZAO-3     | 13隻     | 海監10XX, 海監1116, 海監1117, 海監2030, 海監3011, 海監4067, 海監5030, 海監7018, 海監7028, 海監7038, 海監7108, 海監8003, 海監8027 | 67m  | 約600gt             | 20kt   | n/a                 | 2014年-       | 省級36隻600トン級計画 |
| 600トン   | ―              | SHUZAO-2     | 1隻      | 海監9012 | 67m  | 約600gt             | 20kt   | 14.5mm4連装機関銃×1 | 2009年        | 省級36隻600トン級計画 |
| 600トン   | 618B型         | ―            | 25隻     | 海警015, 海警12101, 海警13101, 海警13102, 海警21101, 海警21102, 海警21103, 海警31102, 海警32101, 海警32102, 海警33101, 海警33102, 海警35101, 海警35102, 海警35103, 海警37101, 海警37102, 海警44101, 海警44103, 海警45101, 海警45102, 海警46101, 海警46102, 海警46105, 海警46106 | 64m  | 651fl(満載)         | 25.6kt | 37mm連装機関砲×2    | 2009年-       | 元辺防海警船          |
| 600トン   | ―              | ZHONGYU      | 1隻      | 漁政31001 | 66m  | 694gt               | 18kt   | n/a                 | 2008年        |                       |
| 500トン   | ―              | ZHONGMEL     | 2隻      | 漁政44183, 漁政44608 | 61m  | 約500gt             | 20kt   | 14.5mm4連装機関銃×1 | 2012年        | 新一代500トン級計画   |
| 500トン   | ―              | ZHONGENG     | 9隻      | 漁政13001, 漁政32501, 漁政33000, 漁政33001, 漁政33006, 漁政35001, 漁政37008, 漁政44061, 漁政45001 | 52m  | 約500gt             | 17kt   | n/a                 | 2001年-       |                       |

| 船型    | プロジェクト名 | NATOコード名 | 同型船数 | 船名 | 全長 | 総トン数/満載排水量 | 速力   | 武装                | 就役年  | 備考              |
| ------- | -------------- | ------------ | -------- | --- | ---- | ------------------- | ------ | ------------------- | ------- | ----------------- |
| 300トン | 618A型         | HONGDA       | 4隻      | 海警35001, 海警44044, 海警46001, 海警46002 | 60m  | 380fl(満載)         | 33kt   | 37mm連装機関砲×1    | ?       | 元辺防海警船      |
| 300トン | 037型改        | HAINAN-mod   | 2隻      | 海監20, 海監32 | 59m  | 395sl(基準)         | 30.5kt | n/a                 | ?       | 元海軍駆潜艇      |
| 300トン | ―              | HAIFENG      | 4隻      | 海関901, 海関902, 海関903, 海関904 | 58m  | 294dl（空虚)        | ?      | 23㎜機関砲×1        | ?       |                   |
| 300トン | ―              | HULAI-2      | 21隻以上 | 海警35004, 海警35007, 海警44005, 海警44015, 海警44017, 海警44020, 海警45001 | 54m  | 約300gt             | 32kt   | 37mm連装機関砲×1    | 2015年- | 海関300トン級計画 |
| 300トン | 803型          | ZHONGTAO     | 20隻以上 | 漁政117, 漁政12002, 漁政21001, 漁政21002, 漁政32511, 漁政32521, 漁政33012, 漁政33015, 漁政33016, 漁政33017, 漁政33019, 漁政33023, 漁政33025, 漁政33316, 漁政35901, 漁政37001, 漁政37016, 漁政37601, 漁政45012, 漁政46013 | 50m  | 316fl(満載)         | 17.5kt | n/a                 | 2011年  | 漁政新青年300トン |
| 300トン | ―              | ZHONGSUI     | 3隻      | 漁政44601, 漁政44602, 漁政44603 | 50m  | 約300gt             | 20kt   | 14.5mm4連装機関銃×1 | 2010年  |                   |
| 300トン | ―              | ZHONGDENG    | 1隻      | 漁政205 | 48m  | 約300gt             | 13kt   | n/a                 | 2009年  |                   |

| 船型    | プロジェクト名 | NATOコード名  | 同型船数 | 船名 | 全長 | 総トン数/満載排水量 | 速力     | 武装               | 就役年 | 備考         |
| ------- | -------------- | ------------- | -------- | --- | ---- | ------------------- | -------- | ------------------ | ------ | ------------ |
| 200トン | 626型          | HAILIN-2      | 2隻      | 海警21091, 海警33086 | 50m  | 190fl(満載)         | 31kt     | 23㎜機関砲×1       | ?      | 元海関緝私艇 |
| 200トン | 616型          | HAILIN-1      | 3隻      | 海警44059, 海警44068, 海警44069 | 50m  | 230fl(満載)         | 27kt     | 23㎜機関砲×1       | ?      | 元海関緝私艇 |
| 200トン | ―              | HAIGAO        | 19隻     | 海関804, 海関805, 海関806, 海関807, 海関808, 海関809, 海関810, 海関811, 海関812, 海関813, 海関814, 海関815, 海関816, 海関817, 海関818, 海関819, 海関820, 海関821, 海関822 | 49m  | 約200fl(満載)       | 30kt     | 23㎜機関砲×1       | ?      | 元海関緝私艇 |
| 200トン | ―              | HONGNIANG     | 2隻      | 海関201, 海関202 | 35m  | 約200gt             | 17.5kt   | 23㎜機関砲×1       | ?      | 双胴船       |
| 180トン | 318型          | HONGMING-2    | 12隻     | 海警31018, 海警31025, 海警32019, 海警33011, 海警33022, 海警37011, 海警37031, 海警44073, 海警44068, 海警45014, 海警45031, 海警46012 | 42m  | 約180fl(満載)       | 31.5kt   | 14.5mm連装機関銃×1 | ?      | 高速艇       |
| 180トン | 206型          | WUTING        | 6隻      | 海警44011, 海警44031, 海警46014, 海関807, 海関808, 海関809 | 44m  | 約180fl(満載)       | 18kt     | 14.5mm連装機関銃×1 | ?      |              |
| 180トン | 611型          | ―             | 11隻     | 海関823, 海関824, 海関825, 海関826, 海関827, 海関828, 海関829, 海関830, 海関831, 海関832, 海関833 | 44m  | 約180fl(満載)       | 28.5kt   | 14.5mm連装機関銃×1 | ?      |              |
| 160トン | ―              | SOAHAI        | 1隻      | 海監9001 | 41m  | 166gt               | ?kt      | n/a                | ?      |              |
| 130トン | 218型          | HONGMING-1    | 38隻     | 海警12012, 海警12014, 海警13022, 海警21016, 海警21021, 海警21040, 海警31011, 海警31021, 海警31022, 海警32021, 海警32031, 海警33012, 海警33023, 海警33032, 海警33041, 海警33042, 海警33043, 海警33051, 海警33052, 海警35011, 海警35062, 海警35093, 海警37013, 海警37023, 海警37036, 海警44003, 海警44004, 海警44033, 海警44083, 海警44074, 海警44201, 海警45013, 海警45041, 海警45042, 海警46013, 海警46021, 海警46041, 海警46042 | 42m  | 132fl(満載)         | 29kt     | 14.5mm連装機関銃×1 | ?      |              |
| 130トン | 218型          | HONGSHOU      | 7隻      | 海警35061, 海警35081, 海警35091, 海警44041, 海警44052, 海警44071, 海警45024 | 41m  | 132fl(満載)         | 28kt     | 14.5mm連装機関銃×1 | ?      |              |
| 130トン | 203型          | HAIBO         | 2隻      | 海警35023, 海警35024 | 43m  | 132fl(満載)         | 28kt     | 14.5mm連装機関銃×1 | ?      |              |
| 130トン | 甲交型         | HUXIN-2       | 8隻      | 海警35013, 海警35031, 海警35032, 海警35051, 海警35082, 海警35083, 海警44012, 海警44051 | 41m  | 132fl(満載)         | 28kt     | 14.5mm連装機関銃×1 | ?      |              |
| 130トン | ―              | HUXIN-1       | 6隻      | 海警44031, 海警46062, 海関705, 海関706, 海関711, 海関712 | 41m  | 132fl(満載)         | 28kt     | 14.5mm連装機関銃×1 | ?      |              |
| 35m     | ―              | NANHUA-A      | 2隻      | 海監9040, 海監9060 | 35m  | 約120fl(満載)       | 19kt     | n/a                | ?      |              |
| 35m     | ―              | SHAOLIN-35    | 1隻      | 海監4085 | 35m  | ?                   | ?        | n/a                | ?      |              |
| 30m     | 118型          | HONGLAO       | 5隻      | 海警13012, 海警13021, 海警32018, 海警37033, 海警37043 | 31m  | 92fl(満載)          | 18kt以上 | ?                  | ?      |              |
| 30m     | ―              | SHUSHU-3      | 7隻      | 漁政12016, 漁政12026, 漁政33126, 漁政33415, 漁政35108, 漁政35506, 漁政37172 | 31m  | ?                   | ?        | n/a                | ?      |              |
| 26m     | ―              | SHOALIN-26    | 4隻      | 海監1016, 海監1036, 海監2055, 海監3080 | 26m  | ?                   | ?        | n/a                | ?      |              |
| 20m     | ―              | LEINIAR-2000A | 6隻      | 海警58, 海警79, 海警89, 海警92, 海警2003, 海警4007 | 20m  | ?                   | ?        | n/a                | ?      |              |
| 20m     | ―              | SHAOKAO       | 50隻     | 海警1037, 海警2054, 海警2056, 海警2057, 海警2065, 海警3076, 海警3077, 海警3078, 海警3081, 海警3086, 海警3087, 海警3088, 海監1115, 海監1120, 海監2135, 海監4012, 海監4013, 海監4014, 海監4015, 海監4070, 海監4086, 海監4096, 海監4097, 海監4098, 海監5009, 海監7003, 海監7026, 海監7056, 海監7071, 海監7072, 海監8021, 海監8022, 海監8062, 海監9018, 海監9050, 海監9087, 海監9088                                                 | 20m  | ?                   | ?        | n/a                | ?      |              |
| 20m     | ―              | SHAOFU        | 4隻      | 海監4051, 海監4061, 海監4071, 海監4081 | 19m  | ?                   | ?        | n/a                | ?      |              |
| 20m     | ―              | SHAOJIAN      | 4隻      | 海監2115, 漁政44143 | 19m  | ?                   | ?        | n/a                | ?      |              |

#### 海洋調査船
| 船型      | プロジェクト名 | NATOコード名     | 同型船数 | 船名                                   | 全長 | 総トン数/満載排水量 | 速力 | 所属                          | 就役年  | 備考                                           |
| --------- | -------------- | ---------------- | -------- | -------------------------------------- | ---- | ------------------- | ---- | ----------------------------- | ------- | ---------------------------------------------- |
| 4,000トン | ―              | XIANGYANGHONG 06 | 1隻      | 向陽紅06                               | 91m  | 4,900fl(満載)       |      | 北海分局                      | 2012年  | 遠洋海洋調査船                                 |
| 4,000トン | ―              | XIANGYANGHONG 09 | 2隻      | 向陽紅09, 向陽紅14                     | 112m | 4,435fl(満載)       | 18kt | 09/北海分局 14/南海分局       | 1978年- | 遠洋海洋調査船、09号は深海調査船「蛟竜号」母船 |
| 2,000トン | 576A型         | SHIJIAN          | 1隻      | 向陽紅20                               | 95m  | 2,421fl(満載)       | 16kt | 東海分局                      | 1981年  | 遠洋海洋調査船、元「実践号/海監52」            |
| 1,000トン | ―              | XIANGYANGHONG 28 | 1隻      | 向陽紅28                               | 75m  | 1,217t              | 16kt | 東海分局                      | 2014年  | 近海海洋調査船                                 |
| 1,000トン | ―              | HAIJIAN          | 4隻      | 海警1118, 海警2149, 海警3172, 海警3174 | 71m  | 997gt               | 15kt | 前記海警船艇4桁舷番号則を参照 | 1995年- | 近海海洋調査船                                 |
| 600トン   | 6610型改       | SHUGUANG 04      | 4隻      | 海警1111, 海警2142, 海警2147, 海警2162 | 65m  | 657gt               | 16kt | 前記海警船艇4桁舷番号則を参照 | 1972年- | 近海海洋調査船、元「曙光」海洋調査船           |
| 600トン   | ―              | XIANGYANGHONG 08 | 1隻      | 向陽紅08                               | 55m  | 608t                |      | 北海分局                      | 2008年  | 近海海洋調査船                                 |
| 300トン   | ―              | XIANGYANGHONG 07 | 1隻      | 向陽紅07                               | 41m  | 307t                |      | 東海分局                      | 2003年  | 近海海洋調査船、元「海勘08」海洋調査船         |

| 船型       | プロジェクト名 | NATOコード名     | 同型船数 | 船名     | 全長 | 総トン数/満載排水量 | 速力 | 所属                     | 就役年 | 備考               |
| ---------- | -------------- | ---------------- | -------- | -------- | ---- | ------------------- | ---- | ------------------------ | ------ | ------------------ |
| 21,000トン | ―              | XUELONG          | 1隻      | 雪竜     | 167m | 21,350fl(満載)      | 18kt | 中国極地研究センター     | 1993年 | 砕氷極地科学調査船 |
| 5,000トン  | ―              | DAYANG           | 1隻      | 大洋1    | 105m | 5,600t              | 16kt | 大洋鉱産資源研究開発協会 | 1995年 | 海洋海底科学調査船 |
| 4,000トン  | ―              | XIANGYANGHONG 01 | 1隻      | 向陽紅01 | 100m | 4,980fl(満載)       | 15kt | 第一海洋研究所           | 2016年 | 遠洋科学調査船     |
| 4,000トン  | ―              | XIANGYANGHONG 03 | 1隻      | 向陽紅03 | 100m | 4,800sl(基準)       | 15kt | 第三海洋研究所           | 2016年 | 遠洋科学調査船     |
| 4,000トン  | ―              | XIANGYANGHONG 10 | 1隻      | 向陽紅10 | 93m  | 4,500gt             |      | 第二海洋研究所           | 2014年 | 遠洋科学調査船     |
| 2,000トン  | ―              | XIANGYANGHONG 18 | 1隻      | 向陽紅18 | 86m  | 1,900fl(基準)       |      | 第一海洋研究所           | 2015年 | 遠洋科学調査船     |
| 300トン    | ―              | XIANGYANGHONG 81 | 1隻      | 向陽紅81 | 41m  | 390t                |      | 国家深海基地管理センター | 2015年 | 近海科学調査船     |

| 船型    | プロジェクト名 | NATOコード名 | 同型船数 | 船名                 | 全長 | 総トン数/満載排水量 | 速力 | 武装 | 就役年  | 備考 |
| ------- | -------------- | ------------ | -------- | -------------------- | ---- | ------------------- | ---- | ---- | ------- | ---- |
| 500トン | 1200PS型曳船   | TUKAT        | 2隻      | 海警44092, 海警46061 |      | 551fl(満載)         |      | n/a  | 2009年- |      |

#### 集計（2016年7月末現在）
ヘリ搭載哨戒船
- 12,000トン級、2隻
- 5,000トン級、4隻
- 3,000トン級、26隻
- 2,000トン級、4隻

ヘリ運用哨戒船（ヘリ発着甲板のみ）
- 5,000トン級、1隻
- 4,000トン級、4隻
- 1,500トン級、11隻

沖合哨戒船（上記を除く満載排水量1,500t以上）
- 4,000トン級、3隻
- 3,000トン級、4隻
- 2,000トン級、2隻
- 1,500トン級、18隻

沖合哨戒艇（満載排水量500t以上1,500t未満）
- 1,000トン級、35隻
- 600トン級、49隻
- 500トン級、11隻

沿岸哨戒艇（満載排水量250t以上500t未満）
- 300トン級、53隻

哨戒ボート（満載排水量250t未満）
- 200トン級、26隻
- 180トン級、29隻
- 160トン級、1隻
- 130トン級、59隻
- 35メートル級、3隻
- 30メートル級、12隻
- 26メートル級、4隻
- 20メートル級、62隻

海洋調査船
- 4,000トン級、3隻
- 2,000トン級、1隻
- 1,000トン級、5隻
- 600トン級、5隻
- 300トン級、1隻

航洋曳船
- 500トン級、2隻

"Military Balance 2016"では、哨戒艦艇について満載排水量の大小で区分し、1,500t以上を沖合哨戒艦(PSO)、1,500t以上のヘリ用ハンガー付きの艦をヘリコプター搭載沖合哨戒艦(PSOH)、500t以上1,500t未満を沖合哨戒艇(PCO)、250t以上500t未満を沿岸哨戒艇(PCC)、250t未満を哨戒ボート(PB/PBH)としている。PBHは35ノット以上の速力を持つ高速哨戒ボートを意味する。それに倣い区分し集計すると以下となった。
1,500t以上のヘリコプター搭載哨戒船(PSOH)、計36隻
1,500t以上の沖合哨戒船(PSO)、計43隻
500t以上1,500t未満の沖合哨戒艇(PCO)、計95隻
250t以上500t未満の沿岸哨戒艇(PCC)、計53隻
250t未満の哨戒ボート(PB/PBH)、計196隻
海洋調査船(AGOR)、計15隻
航洋曳船(ATF/ATA）、計2隻

## 尖閣諸島における諸問題
「日本固有の領土であることは歴史的にも国際法上も明らか」な尖閣諸島において、2008年12月、当時の国家海洋局所属の船2隻が領海侵犯を行った。
平成24年9月以降の接続水域入域及び領海侵入の日毎データは海上保安庁、それを受けての海上保安庁の対応については産経デジタルそれぞれのHPで公開されている。